# تپه دوله درژه
تپه دوله درژه مربوط به دوره ساسانیان است و در شهرستان نقده، بخش مرکزی، دهستان بیگم قلعه، روستای کانی مام سیدا (کوپلو واقع شده و این اثر در تاریخ ۷ خرداد ۱۳۸۷ با شمارهٔ ثبت ۲۲۹۰۵ به‌عنوان یکی از آثار ملی ایران به ثبت رسیده است.